# Artur Landsberger
Artur Hermann Landsberger (geboren 26. März 1876 in Berlin; gestorben 4. Oktober 1933 ebenda) war zu seiner Zeit einer der meistgelesenen deutschen Romanschriftsteller. Außerdem trat er als Literatur- und Filmkritiker hervor.

## Leben

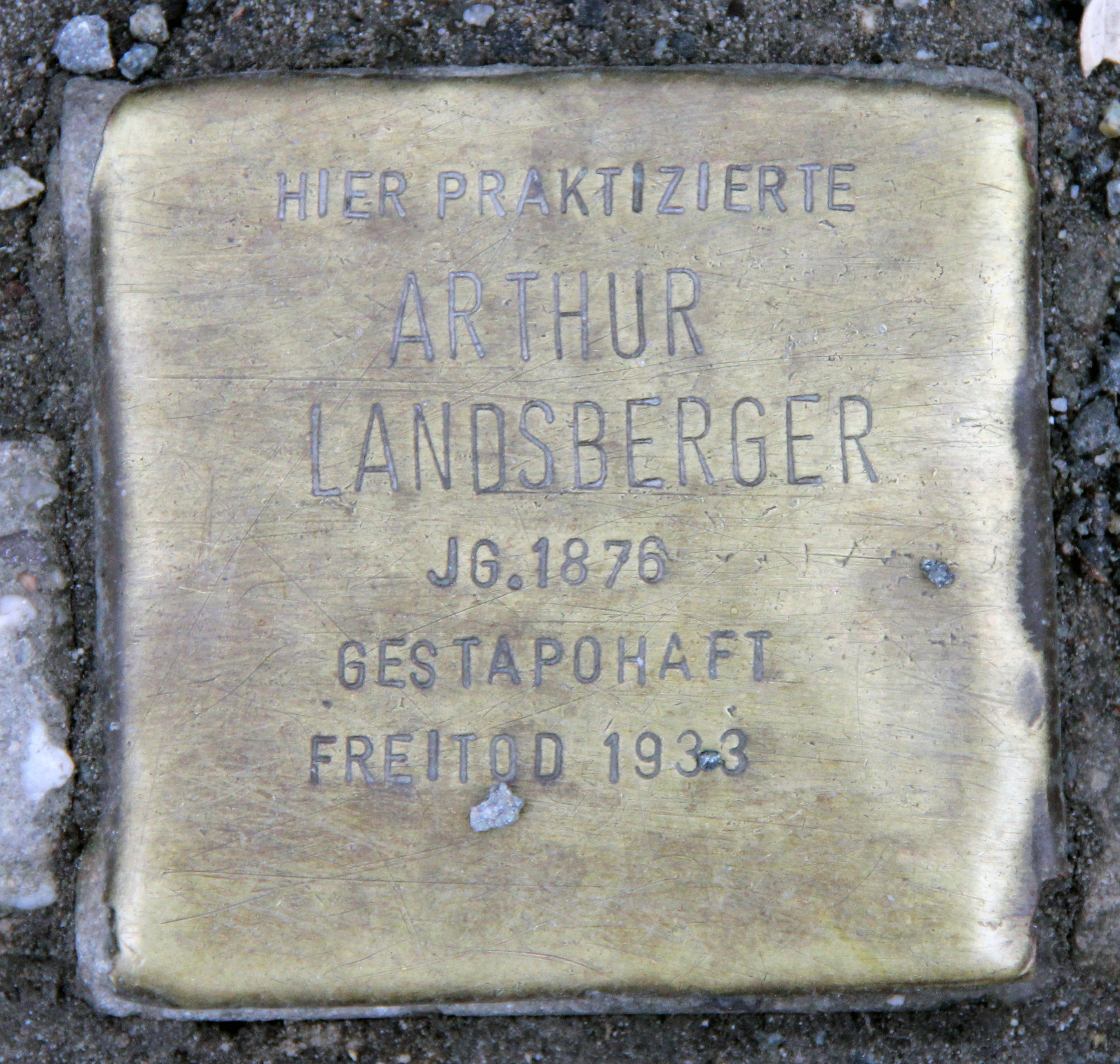
Stolperstein am Haus, Köpenicker Straße 106, in Berlin-Mitte

Geboren wurde Landsberger in der elterlichen Wohnung in der Friedrichstraße 142. Seine Eltern waren der jüdische Kaufmann Hermann Landsberger und dessen Ehefrau Therese geb. Oberwarth. Nachdem sein Geburtshaus dem Bau des Bahnhofes Friedrichstraße weichen musste, wuchs er in der vornehmen Friedrichsvorstadt auf. 1896 bestand er sein Abitur am Friedrichswerderschen Gymnasium. Er studierte Rechtswissenschaft in München, Heidelberg, Paris, Berlin und schloss 1908 in Greifswald mit der Promotion ab (Seekriegs- und Neutralitätsrecht).
1907 begründete er mit Richard Strauss und den Professoren Georg Brandes, Werner Sombart und Richard Muther die Zeitschrift Der Morgen; auch Hugo von Hofmannsthal war beteiligt. Im April 1908 gründete er gemeinsam mit Eberhard Frowein die Morgen-Verlag GmbH (1908–1913). 1910 startete Landsberger zusammen mit Siegfried Jacobsohn die Deutsche Montagszeitung. Bereits sein Debüt als Autor, Wie Hilde Simon mit Gott und dem Teufel kämpfte (1910), erregte einiges Aufsehen, so dass er sich ganz der Schriftstellerei widmete. Durch die Inflation 1923 verlor Landsberger seine Ersparnisse. Der Ehemann seiner Schwester Else, Louis-Ferdinand Ullstein, holte ihn in die Redaktionen seiner Blätter  B.Z. am Mittag und Vossische Zeitung, für die Landsberger unter anderem Gerichtsreportagen schrieb.
Landsberger kam aus jüdischem Hause, schenkte der Religion abseits seines schriftstellerischen Interesses aber wenig Beachtung. Seine erste, im November 1908 mit der sechzehnjährigen Dolly Pinkus, Stieftochter des Kaufhausbesitzers Wolf Wertheim und Tochter von Gertrud Wertheim, geschlossene Ehe wurde bereits sieben Monate später geschieden. Seine Schwiegermutter schrieb selbst Klatschromane über die Berliner Gesellschaft.
Offenbar hatte er in Berlin Verbindungen zur Unterwelt: „Einer meiner Onkel“, schreibt später sein Neffe Heinz Ullstein, „Bruder meiner Mutter, der Schriftsteller Artur Landsberger, hat eine Anzahl Romane über die Berliner Gesellschaft geschrieben, deren Güte im umgekehrten Verhältnis zu dem Aufsehen stand, das sie verursacht haben. Das Aufsehen rührte daher, dass die Berliner Gesellschaft von damals gern Niederträchtigkeiten über sich las.“ – Susanne Leinemann schrieb dazu: „Betrug, Skandale, Ehebruch. Da musste der Autor Landsberger nicht lange suchen – er selbst hatte am Silvesterabend 1908 einen handfesten Skandal ausgelöst. Damals versuchte sich seine sehr junge Ehefrau Dolly umzubringen. Sie stürzte sich aus Liebeskummer (es heißt, Landsberger habe sie betrogen) leicht bekleidet aus dem dritten Stock des Esplanade am Potsdamer Platz, wurde aber von einem Christbaum aufgefangen. Die Ehe mit Dolly, der Stieftochter des Warenhausbesitzers Wertheim, wird geschieden. Und Landsberger hat seinen Ruf als Lebemann weg.“ Tatsache ist, dass er in Artikeln über die Berliner Ringvereine deren Schlägerbanden verharmloste.
1919 schloss er mit der evangelischen Schneiderstochter Clara Jüngst (1876–1955) aus Rügenwalde seine zweite Ehe. 1922/23 trat Landsberger zum Protestantismus über.

## Werk

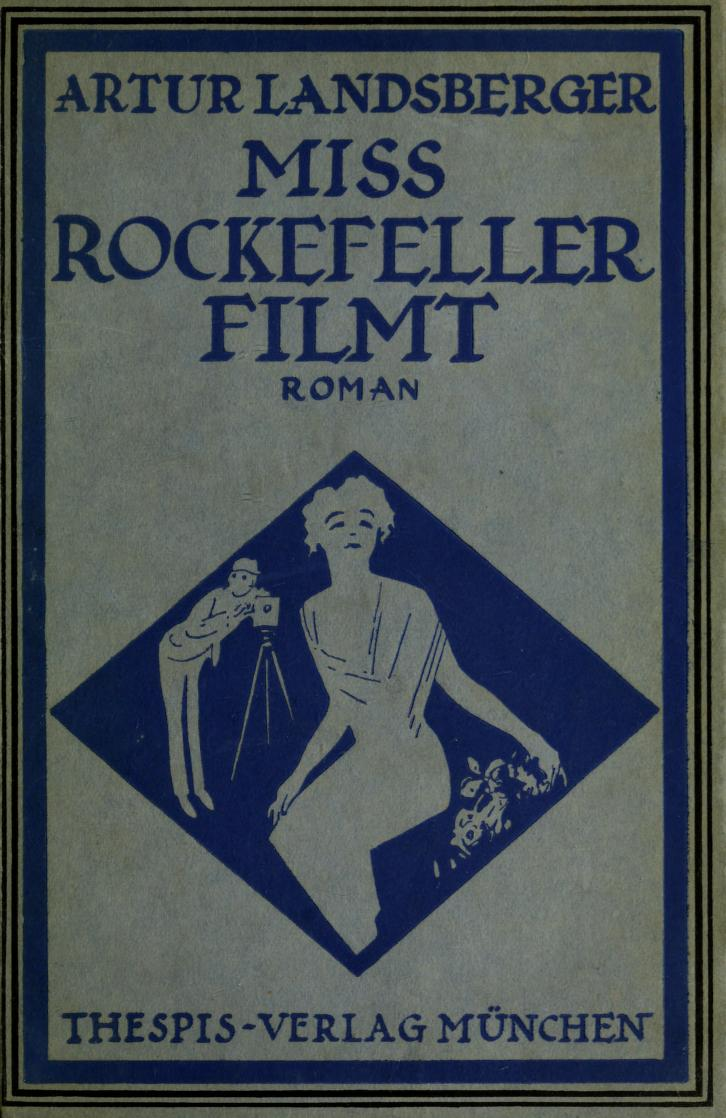
Cover von Miss Rockefeller filmt

Vor dem Ersten Weltkrieg erschienen erste Romane: Lu, die Kokotte (1912), Moral (1912), Millionäre (1913). Neben Romanen und Kritiken schrieb Landsberger auch für das Theater, z. B. das Lustspiel Der Großfürst (1912) oder auch die musikalische Groteske Hoheit – der Franz! (1913). Der Krieg bedingt wohl den deutschtümelnden Ton in Haß. Der Roman eines Deutsch-Engländers aus dem Jahre 1950 (1915). Landsbergers gesellschaftskritischer Ton verschärfte sich zusehends mit Frau Dirne (1919), Wie Satan starb (1919), Das Blut (1920), Raffke (1924), Villa im Tiergarten (1924). Der Roman Elisabeth (1921) bezieht sich direkt auf die Propagandakampagne „Schwarze Schmach“ und stellt Schwarze französische Besatzungssoldaten im Rheinland rassistisch als Gefahr für die deutsche Frau dar.
In Reaktion auf Hugo Bettauers Veröffentlichung Stadt ohne Juden (1922) entstand der Roman Berlin ohne Juden (1925). Der dystopische Roman erschien im selben Jahr wie Hitlers „Mein Kampf“ und nahm in hellsichtiger Weise die Machtübernahme einer antisemitischen Volkspartei in Deutschland und deren antijüdische Gesetzgebung vorweg. Er ist als Satire auf antisemitische Propaganda konzipiert.
Es folgten Asiaten (1926), Bankhaus Reichenbach (1928) und Justizmord (1928).

## Film
Zwischen 1914 und 1930 konnte Landsberger rund 20 Drehbücher für den Stumm- und Tonfilm an den Mann bringen, unter anderen Liebestaumel und Die kleine Stenotypistin für die Vera-Filmwerke. Menschen im Rausch (1920) wurde quasi eine Familienproduktion, mit seinem Neffen Heinz Ullstein in einer Neben- und dessen Frau Änne in der weiblichen Hauptrolle.
Im Jahr 1921 betrieb Landsberger mit der Artur-Landsberger-Film-GmbH eine eigene Produktionsfirma. Sie produzierte zwei Filme: Das Blut und Im Strudel der Großstadt, bei welchem Landsberger und Kurt Gerron gemeinsam Regie führten.

## Tod
Als scharfzüngiger Gesellschaftskritiker wurde Landsberger von den Nationalsozialisten verfolgt. Schließlich nahm er an seinem Schreibtisch eine Überdosis Veronal und starb durch Suizid. Im „Dritten Reich“ durften seine Bücher nicht mehr gedruckt werden.
Erst 1998 brachte der Weidle-Verlag eine neue Ausgabe von Berlin ohne Juden heraus. 2006 folgte eine Neuauflage von Liebe und Bananen.

## Werke

### Bücher
- Wie Hilde Simon mit Gott und dem Teufel kämpfte. Der Roman einer Berlinerin. Georg Müller, München 1910, Digitalisat.
- Der Großfürst. Schwank in 3 Aufzügen. Georg Müller, München 1911.
- Moral. Der Roman einer Berliner Familie.  Georg Müller, München & Leipzig 1911.
- Lu, die Kokotte. Berliner Roman. Georg Müller, München 1912.
- Vorwort zu: Werner Sombart: Judentaufen. München 1912.
- Millionäre. Georg Müller, München 1913.
- Hoheit – der Franz! Musikalische Groteske. Drei Masken, München & Berlin 1913.
- Um den Sohn. Roman. Georg Müller, München 1914.
- Haß. Der Roman eines Deutsch-Engländers aus dem Jahre 1950. Georg Müller, München & Berlin 1915, Digitalisat.
- Lache, Bajazzo. Ein moderner Hexensabbath. Georg Müller, München 1916.
- Die Prinzessin vom Nil. Ein Spiel in drei Akten. Figaro, Berlin ca. 1916.
- Teufel! Marietta!! Verflixte Geschichten. Georg Müller, München 1916.
- Die neue Gesellschaft. Burlesker Roman. Gebrüder Enoch, Hamburg & Leipzig 1917.
- Der Fall Hirn. Eine Detektivgeschichte. Georg Müller, München 1918.
- Bei feinen Leuten. Satiren aus der Gesellschaft. Georg Müller, München 1918.
- Flora Krähahn. Ein Abenteuer. Georg Müller, München 1918.
- Berliner Romane. 7 Bde. Georg Müller, München 1918. Die Sammlung enthält:
  - Bd. 1: Um den Sohn.
  - Bd. 2: Lache, Bajazzo. Ein moderner Hexensabbath.
  - Bd. 3: Millionäre.
  - Bd. 4: Wie Hilde Simon mit Gott und dem Teufel kämpfte.
  - Bd. 5: Moral. Der Roman einer Berliner Familie.
  - Bd. 6: Lu, die Kokotte.
  - Bd. 7: Teufel! Marietta!!
- Wie Satan starb. Roman. Georg Müller, München 1919.
- Frau Dirne. Roman. Borngräber, Berlin 1920.
- Miß Rockefeller filmt. Ein Filmroman. Thespis, München 1920.
- Was die Nacht mir zuträgt. 14 Abenteuer. Ill. von Victor Arnaud. Thespis, München 1920.
- Das Blut. Abenteurer-Roman nach einer Idee von Tilla Durieux. Kurt Ehrlich, Berlin 1921.
- Elisabeth. Roman einer deutschen Frau. Georg Müller, München 1922.
- Der Schieberprinz. Eine Geschichte von unsern Zeitgenossen. Beccard, Schwedt a. d. O. 1922.
- Gott Satan oder das Ende des Christentums. Barth, München 1923.
- Raffke und Cie. Die neue Gesellschaft. Ill. von Paul Simmel. Stegemann, Hannover 1924.
- Villa im Tiergarten. Georg Müller, München 1924.
- Berlin ohne Juden. Roman. Steegemann, Hannover 1925, Digitalisat.
- Asiaten! Ein Liebesroman aus zwei Welten. Leipziger Graphische Werke, Leipzig 1925.
- Emil. Der Roman eines Hochstaplers. Georg Müller, München 1926.
- Liebe und Bananen. Eine wilde Sache. Roman. Neue Berliner Verlags-Gesellschaft, Berlin 1927.
- Bankhaus Reichenbach. Roman. Georg Müller, München 1928.
- Justizmord? Roman. Sieben-Stäbe, Berlin 1928.
- Die Unterwelt von Berlin. Nach den Aufzeichnungen eines ehemaligen Zuchthäuslers. Mit einer Schlussbetrachtung von Max Alsberg. Steegemann, Berlin 1929.
- mit Richard Kühn: Weib und Dämon. Frauen-Schicksale und -Irrungen von Maria Magdalena bis Greta Garbo. Reissner, Dresden 1930.
- Die Reichen. Burlesker Roman. Sieben-Stäbe, Berlin 1930.
- Einbruch. Kriminal-Groteske in 3 Akten. Drei Masken, München ca. 1930.
- Mensch und Richter. Roman. Sieben-Stäbe, Berlin 1931.

als Herausgeber
- Jüdische Sprichwörter. Rowohlt, Leipzig 1912, Digitalisat.
- Das Ghettobuch: die schönsten Geschichten aus dem Ghetto. Georg Müller, München 1914 Einband Ludwig Kainer, Illustrationen Friedrich Feigl Digitalisat.
- Das Volk des Ghetto. Unter Mitwirkung von H. Blumenthal und J. E. Poritzky. Georg Müller, München 1916, Digitalisat.
- Das erwachte Gewissen. Feldpostbriefe eines englischen Offiziers an seine Frau. Georg Müller, München 1918.

als Übersetzer
- Sylvester Philipps: Die Eroberin der Welt. Kurt Ehrlich, Berlin 1922.

### Filmografie (Auswahl)
- 1913: Gottheit Weib
- 1915: Zofenstreiche
- 1915: Pension Lampel
- 1916: Fritzis toller Einfall
- 1916: Der Weg zum Reichtum
- 1917: Der Fall Hirn
- 1920: Wie Satan starb
- 1921: Im Strudel der Großstadt (Drehbuch, Koregie, Produzent)
- 1922: Das Blut (Co-Drehbuch, Produzent)
- 1927: Einbruch (Co-Drehbuch)